# Shingo Haketa
Shingo Haketa (羽毛田 信吾, Haketa Shingo), né le 5 avril 1942 , est un bureaucrate japonais qui fut grand intendant de l'agence impériale du 1er avril 2005 au 1er juin 2012.
Il commence sa carrière au ministère de la Santé avant de devenir vice-grand intendant en 2001. Nommé par le premier ministre Jun'ichiro Koizumi, partisan d'une primogéniture absolue (l'héritier est le premier enfant, garçon ou fille), Haketa a soutenu les propositions du rapport délivré par le conseil consultatif sur une possible réforme des règles de la famille impériale recommandant une primogéniture absolue. Il critique le prince Tomohito de Mikasa pour avoir déclaré que la primogéniture agnatique (les femmes sont exclues de la succession) devait être maintenue et demanda aux membres de la famille impériale de s'abstenir de faire connaître leurs opinions sur la question de la succession. Après la naissance du prince Hisahito d'Akishino en 2006, il déclare que le nouveau-né ne règle en rien la crise de la famille impériale et insiste pour que la loi de la maison impériale soit changée.
Haketa prend sa retraite le 1er juin 2012 après annonce le 31 mai 2012.